# Йоржниця
Йоржниця (рум. Iorjniţa) — село в Молдові у Сороцькому районі. Розташоване на півночі країни, на правому березі річки Дністер, входить до складу комуни Косеуць.

## Історія
За даними етнографічної експедиції 1869—1870 років під керівництвом Павла Чубинського, у селі здебільшого проживали українці, населення розмовляло лише українською мовою.